# Leegu järv
Leegu järv är en sjö i östra Estland. Den ligger i Kastre kommun i landskapet Tartumaa, 190 km sydost om huvudstaden Tallinn. Arean är 0,8 kvadratkilometer.
Leegu järv ligger 30 meter över havet. Den avvattnas av Leegu jõgi, ett biflöde till Kalli jõgi. Sjön ligger i ett sankt område där Emajõgi och Kalli jõgi mynnar i sjön Peipus. Den är omgiven av de stora våtmarkerna Emajõe Suursoo och Jõmmsoo, och strax nordväst om sjön ligger Kalli järv.